# Гойя (премия, 1997)
XI церемония вручения премии «Гойя» состоялась 25 января 1997 года. Ведущие — Кармен Маура и Хуанхо Пуйчкорбе.

## Номинации

### Главные премии
| Лучший фильм | Лучший режиссёр |
| --- | --- |
| - Дипломная работа / Tesis - Господа / Bwana - Собака на сене / El perro del hortelano | - Пилар Миро — Собака на сене / El perro del hortelano - Хулио Медем — Земля / Tierra - Иманоль Урибе — Господа / Bwana                                                                                                   |
| Лучший актёр | Лучшая актриса |
| - Сантьяго Рамос — Как молния / Como un relámpago - Антонио Бандерас — Двое – это слишком / Two Much - Кармело Гомес — Собака на сене / El perro del hortelano                                 | - Эмма Суарес — Собака на сене / El perro del hortelano - Ана Торрент — Дипломная работа / Tesis - Конча Веласко — За садом / Más allá del jardín                                                                         |
| Лучший актёр второго плана | Лучшая актриса второго плана |
| - Луис Куенка — Хорошая жизнь / La buena vida - Жорди Молья — Селестина / La Celestina - Нанчо Ново — Селестина / La Celestina                                                                 | - Мари Каррильо — За садом / Más allá del jardín - Лолес Леон — Поборницы свободы / Libertarias - Марибель Верду — Селестина / La Celestina                                                                               |
| Лучший оригинальный сценарий | Лучший адаптированный сценарий |
| - Дипломная работа — Алехандро Аменабар / Tesis - Хорошая жизнь — Давид Труэба / La buena vida - Вещи, о которых я тебе никогда не говорила — Изабель Койшет / Cosas que nunca te dije         | - Собака на сене — Пилар Миро и Рафаэль Перес Сьерра / El perro del hortelano - За садом — Марио Камус / Más allá del jardín - Трамвай в Мальварросу — Рафаэль Аскона и Хосе Луис Гарсиа Санчес / Tranvía a la Malvarrosa |
| Лучший мужской актёрский дебют | Лучший женский актёрский дебют |
| - Феле Мартинес — Дипломная работа / Tesis - Эмилио Буале — Господа / Bwana - Либерто Рабаль — Трамвай в Мальварросу / Tranvía a la Malvarrosa                                                 | - Ингрид Рубио — За садом / Más allá del jardín - Лусия Хименес — Хорошая жизнь / La buena vida - Silke Hornillos Klein — Земля / Tierra                                                                                  |
| Лучший иностранный фильм на испанском языке | Лучший европейский фильм |
| - Осеннее солнце / Sol de otoño • Аргентина - Думай обо мне / Pon tu pensamiento en mí • Куба - Без обратного адреса / Sin remitente • Мексика                                                 | - Тайны и ложь / Secrets & Lies • Великобритания - Рассекая волны / Breaking the Waves • Дания - Взгляд Улисса / To vlemma tou Odyssea • Греция                                                                           |
| Лучший режиссёрский дебют | |
| - Алехандро Аменабар — Дипломная работа / Tesis - Давид Труэба — Хорошая жизнь / La buena vida - Альфонсо Альбасете, Мигель Бардем и Давид Менкес — Больше, чем любовь / Más que amor, frenesí | |

### Другие номинанты
| Лучшая операторская работа | Лучший монтаж |
| --- | --- |
| - Собака на сене — Хавьер Агирресаробе / El perro del hortelano - Селестина — Хосе Луис Лопес-Линарес / La Celestina - Трамвай в Мальварросу — Хосе Луис Алькайне / Tranvía a la Malvarrosa                                                              | - Дипломная работа — Мария Элена Саинс де Росас / Tesis - Собака на сене — Пабло Гонсалес дель Амо / El perro del hortelano - Штурм небес — Пабло Бланко и Фидель Кольядос / Asaltar los cielos                                                                        |
| Лучшая работа художника | Лучший продюсер |
| - Собака на сене — Феликс Мурсия / El perro del hortelano - Селестина — Ана Альваргонсалес / La Celestina - Трамвай в Мальварросу — Пьер-Луи Тевене / Tranvía a la Malvarrosa                                                                            | - Дипломная работа — Эмильяно Отеги / Tesis - Поборницы свободы — Луис Гутьеррес / Libertarias - За садом — Кармен Мартинес / Más allá del jardín |
| Лучший звук | Лучшие спецэффекты |
| - Дипломная работа — Даниэль Гольдштейн, Рикардо Стейнберг и Альфонсо Пино / Tesis - Собака на сене — Карлос Фаруоло, Рэй Хиллон и Антонио Блох / El perro del hortelano - Поборницы свободы — Карлос Фаруоло, Рей Хильон и Рикард Касальс / Libertarias | - Земля — Реес Абадес и Игнасио Санс Пастор / Tierra - The Killer Tongue — Патрик Винхе, Джонатан Стюарт и Маркус Вуки - Поборницы свободы — Реес Абадес / Libertarias                                                                                                 |
| Лучшие костюмы | Лучший грим |
| - Собака на сене — Педро Морено / El perro del hortelano - Селестина — Соня Гранде и Херардо Вера / La Celestina - Поборницы свободы — Хавьер Артиньяно / Libertarias                                                                                    | - Собака на сене — Хуан Педро Эрнандес, Эстер Мартин и Мерседес Парадела / El perro del hortelano - Селестина — Пака Альменара и Алисия Лопес Медина / La Celestina - Поборницы свободы — Хуан Педро Эрнандес, Ана Лосано, Эстер Мартин и Мануэль Гарсиа / Libertarias |
| Лучший короткометражный фильм | Лучший короткометражный мультипликационный фильм |
| - Балка / La viga - David - El Ttren de las Ocho - Esposados - La Gotera | - Спросите меня / Pregunta por mí - Раб моих сил / Esclavos de mi poder - Славная мать / Mater gloriosa |
| Best Documentary Short Film | Best Original Score |
| - Дева из Алегрии / Vírgen de la alegría | - Земля — Альберто Иглесиас / Tierra - Собака на сене — Хосе Ньето / El perro del hortelano - Последнее путешествие Роберта Райландса — Анхель Ильярраменди / El último viaje de Robert Rylands                                                                        |

## Премия «Гойя» за заслуги
- Мигель Пикасо